# Drosophila yooni
Drosophila yooni este o specie de muște din genul Drosophila, familia Drosophilidae, descrisă de Hardy în anul 1977. Conform Catalogue of Life specia Drosophila yooni nu are subspecii cunoscute.